# 古莱德古德达
古莱德古德达（Guledgudda），是印度卡纳塔克邦Bagalkot县的一个城镇。总人口33991（2001年）。

## 人口
该地2001年总人口33991人，其中男性17021人，女性16970人；0—6岁人口4097人，其中男2122人，女1975人；识字率65.63%，其中男性为76.45%，女性为54.78%。